# China Aerospace Science and Technology Corporation
China Aerospace Science and Technology Corporation (chinesisch 中國航天科技集團有限公司 / 中国航天科技集团有限公司, kurz 中国航天 bzw. CASC) ist der Hauptauftragnehmer für das chinesische Weltraumprogramm. Die CASC ist eine große staatliche Unternehmensgruppe, unter anderem Hersteller der Changzheng-Trägerraketen und der Beidou-Navigationssatelliten, und wurde am 1. Juli 1999 als Nachfolger der Dachgesellschaft für Raumfahrtindustrie gegründet. Der Hauptsitz der Firma befindet sich im Pekinger Stadtbezirk Haidian.

## Geschichte
Die Geschichte der China Aerospace Science and Technology Corporation beginnt am 6. August 1956, als Verteidigungsminister Peng Dehuai am Sitz seiner Behörde im Drei-Ehrentore-Gebäude in Peking das sogenannte „Fünfte Büro“ (第五局, Pinyin Dìwǔ Jú) unter der Leitung von Zhong Fuxiang (钟夫翔, 1911–1992) einrichtete, mit Qian Xuesen vom California Institute of Technology als Chefingenieur. Am 8. Oktober 1956 wurde dann in Peking das „5. Forschungsinstitut des Verteidigungsministeriums“ (国防部第五研究院, Pinyin Guófángbù Dìwǔ Yánjiūyuàn) gegründet. Im November 1956 begann man, das Krankenhaus 466 der Volksbefreiungsarmee sowie das Sanatorium 124 der Volksbefreiungsarmee und das Sanatorium 106 des Generalstabs, die sich auf dem Gelände des Friedhofs des Gerahmten Gelben Banners aus der Qing-Dynastie befanden, in Unterrichts- und Forschungsgebäude umzubauen.
Nach Fertigstellung der Einrichtung, die heute den Osthof des von CASC und CASIC gemeinsam genutzten Raumfahrtgeländes (航天大院) in der Fucheng-Str. 8 bildet,
wurde am 1. März 1957 das Personal des Fünften Büros übernommen. Qian Xuesen wurde Leiter des Instituts, das sich im Weiteren mit der Entwicklung von Trägerraketen für Kernwaffen befasste.
Schon seit seiner Gründung hatte das 5. Forschungsinstitut eng mit der seinerzeit in Harbin angesiedelten Militärakademie für Ingenieurwissenschaften zusammengearbeitet.
Als dort 1958 eine eigene Fakultät für Raketentechnik eingerichtet wurde, wurden die Kontakte noch vertieft; bald bestand ein großer Teil der Forscher am Institut aus Harbin-Absolventen.

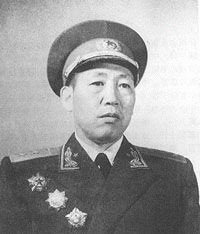
Generalleutnant Wang Bingzhang, 1962–1965 Leiter des 5. Forschungsinstituts, 1965–1971 des 7. Ministeriums

Im März 1960 übernahm auf Anordnung der Zentralen Militärkommission General Liu Yalou (刘亚楼, 1910–1965), Kommandeur der Luftstreitkräfte der Volksrepublik China und stellvertretender Verteidigungsminister, die Leitung des 5. Forschungsinstituts. Generalleutnant Wang Bingzhang (王秉璋, 1914–2005), stellvertretender Kommandeur der Luftwaffe, wurde sein Stellvertreter und Politkommissar des Instituts. Von nun an leiteten die beiden das Tagesgeschäft, während Qian Xuesen, nun zweiter Stellvertreter von General Liu, die eigentliche Forschung und Entwicklung koordinierte. Im Juni 1962 wurde Generalleutnant Wang dann zum Leiter des Instituts befördert.
Die Organisationsstruktur des 5. Forschungsinstituts war inzwischen weiter ausdifferenziert worden. Am 16. November 1957 wurden zunächst das 1. Zweiginstitut (Raketenbau) mit Sitz im Straßenviertel Donggaodi des damaligen Stadtbezirks Nanyuan und das 2. Zweiginstitut (Elektronik) mit Sitz im heutigen Straßenviertel Yongdinglu des Stadtbezirks Haidian gegründet, am 1. September 1961 dann das 3. Zweiginstitut (Seezielflugkörper) im heutigen Straßenviertel Yungang des Stadtbezirks Fengtai, in einer Gegend, die aus historischen Gründen als „Changxindian“ bekannt war. 1963 wurde im Zuge einer Reorganisation jedem Zweiginstitut ein Raketentyp zugeteilt; das Forschungsinstitut für Feststofftriebwerke in Luzhou, Provinz Sichuan wurde dem Institut als 4. Zweiginstitut zugeteilt. Damit sah die Arbeitsteilung so aus:
- 1. Zweiginstitut des 5. Forschungsinstituts: Boden-Boden-Raketen der Dongfeng-Serie (东风 bzw. „Ostwind“)
- 2. Zweiginstitut des 5. Forschungsinstituts: Boden-Luft-Raketen der Hongqi-Serie (红旗 bzw. „Rote Fahne“)
- 3. Zweiginstitut des 5. Forschungsinstituts: Antischiffsraketen der Shangyou-Serie (上游 bzw. „Vorwärtsstreben“)
- 4. Zweiginstitut des 5. Forschungsinstituts: Festtreibstoff-Raketenmotoren

Bereits am 5. November 1960 hatten Qian Xuesen und seine Gruppe vom Kosmodrom Jiuquan aus die erste chinesische Rakete, später Dongfeng 1 genannt, gestartet.
Am 29. Juni 1964 folgte die Mittelstreckenrakete Dongfeng 2A, und am 16. Oktober 1964 detonierte auf dem Kernwaffentestgelände Lop Nor die erste chinesische Atombombe. Aufgabenspektrum und Personalstand waren kontinuierlich gewachsen. Daraufhin beschloss der Nationale Volkskongress am 4. Januar 1965 zum Abschluss der ersten Sitzung der dritten Legislaturperiode auf Vorschlag von Premierminister Zhou Enlai, die Raketenaktivitäten aus dem Verteidigungsministerium in ein eigenes Ministerium auszulagern. Das 5. Forschungsinstitut wurde in „Siebtes Ministerium für Maschinenbauindustrie“ (第七机械工业部, Pinyin Dì Qī Jīxiè Gōngyè Bù) umbenannt;
Leiter der Behörde, nun als regulärer Kabinettsminister, blieb Wang Bingzhang, mit Qian Xuesen als einem seiner Stellvertreter. Als Aufgabengebiet des Ministeriums wurde nun, neben der Entwicklung von Interkontinentalraketen, erstmals Raumfahrt definiert: es war zuständig für die wissenschaftliche Forschung, Entwicklung, Test und Herstellung von Raumflugkörpern sowie den Aus- und Neubau von Kosmodromen.
Im Mai 1982 wurde das Siebte Ministerium für Maschinenbauindustrie im Rahmen einer Kabinettsreform in „Ministerium für Raumfahrtindustrie“ (航天工业部, Pinyin Hángtiān Gōngyè Bù) umbenannt, im April 1988 folgte die Vereinigung mit dem Ministerium für Luftfahrtindustrie (dem ehemaligen Dritten Ministerium für Maschinenbauindustrie) zum „Ministerium für Luft- und Raumfahrtindustrie“ (航空航天工业部, Pinyin Hángkōng Hángtiān Gōngyè Bù). Dies war bereits eine frühe Form des heutigen Mischkonzerns CASC, wo man sich nicht nur mit zivilen und militärischen Flugzeugen, Satelliten und Raketen befasste, sondern auch mit elektrischen Haushaltsgeräten. Im Rahmen der Reform- und Öffnungspolitik hatte das vereinigte Ministerium bereits eine Abteilung für internationale Zusammenarbeit (国际合作司), die für Akademikeraustausch und die Herstellung von Geschäftskontakten mit dem Ausland zuständig war. Die chinesische Regierung hatte am 26. Oktober 1985 genehmigt, auf dem nationalen und internationalen Markt kommerzielle Satellitenstarts mit Trägerraketen der Bauart Changzheng 2 und Changzheng 3 anzubieten.
Das Ministerium für Luft- und Raumfahrtindustrie war kein Ministerium im üblichen Sinn, sondern ein, wenn auch nicht gewinnorientierter, Konzern mit über das ganze Land verteilten Fabriken und Forschungseinrichtungen. Dem wurde am 22. März 1993 auch formal Rechnung getragen, als das Ministerium per Beschluss des Nationalen Volkskongresses aufgelöst und die „Dachgesellschaft für Luftfahrtindustrie“ sowie die „Dachgesellschaft für Raumfahrtindustrie“ (中国航天工业总公司, Pinyin Zhōngguó Hángtiān Gōngyè Zǒnggōngsī) gegründet wurden.
Für die organisatorischen Aspekte der Raumfahrt sowie als Ansprechpartner für ausländische Raumfahrtorganisationen wurde am 22. April 1993, ebenfalls per Beschluss des Volkskongresses, die Nationale Raumfahrtbehörde gegründet. Geleitet wurden beide Institutionen, die Dachgesellschaft für Raumfahrtindustrie und die Raumfahrtbehörde, in Personalunion von Liu Jiyuan (刘纪原, *1933), einem Raketeningenieur, der 1960 gleich nach seinem Studium in Moskau beim 5. Forschungsinstitut angefangen hatte und der Einrichtung durch alle Inkarnationen treu geblieben war.
Am 1. Juli 1999 wurde die Dachgesellschaft für Raumfahrtindustrie in zwei Einzelfirmen aufgespalten:
- China Aerospace Machinery and Electronics Corporation, im Juli 2001 umbenannt in China Aerospace Science and Industry Corporation, kurz CASIC. Diese Firma konzentriert sich auf Kurz- und Mittelstreckenraketen einschließlich Flugabwehrraketen und Marschflugkörper, Kleinsatelliten, Feststoffraketen und Informationstechnologie. Sie ist also im Wesentlichen ein Rüstungskonzern.

- China Aerospace Science and Technology Corporation, kurz CASC. Diese Firma konzentriert sich auf Interkontinentalraketen, Trägerraketen, bemannte Raumschiffe und Raumstationen, Satelliten und Tiefraumsonden. Sie ist also im Wesentlichen ein Raumfahrtkonzern.

Beide Firmen wurden 2003 in Zentral Verwaltete Unternehmen umgewandelt, unterstehen also über die Kommission zur Kontrolle und Verwaltung von Staatsvermögen (SASAC) dem Staatsrat der Volksrepublik China und gehören somit zu den derzeit (Juni 2019) 127 systemrelevanten Schlüsselunternehmen Chinas.
Im Zuge der Professionalisierung der chinesischen Staatswirtschaft wurde die CASC am 8. Dezember 2017 mit Zustimmung der Kommission zur Kontrolle und Verwaltung von Staatsvermögen von einem Volkseigenen Betrieb (全民所有制企业) in einen Staatsbetrieb (国有独资公司) umgewandelt. Der Name wurde von CASC in CASC GmbH (中国航天科技集团有限公司) geändert (der englische Name blieb jedoch gleich, ohne „Ltd.“), das Stammkapital wurde von 11.120.690.000 Yuan auf 20 Milliarden aufgestockt. Einziger Gesellschafter ist die SASAC, Firmensitz ist weiterhin Peking, die Geschäftsfelder blieben dieselben und auch für das Personal änderte sich nichts.

## Geschäftsfelder
Die China Aerospace Science and Technology Corporation hat eine Reihe von untergeordneten Unternehmenseinheiten, welche eine Vielzahl von Trägerraketen, Raumflugkörpern, taktischen und strategischen Raketensystemen, Marschflugkörpern, Drohnen und Bodenausrüstung entwickeln und herstellen.
Daneben produziert CASC auch eine Reihe von zivilen High-End-Produkten wie Maschinen, Chemikalien, Kommunikationsausrüstung, Transportausrüstung, Computer, medizinische Pflegeprodukte und Umweltschutzgeräte.
Die CASC ist unter anderem an folgenden Raumfahrt-Projekten beteiligt:
- Changzheng-Raketen
- Tianlian-Relaissatelliten
- Fengyun-Wettersatelliten
- Gaofen-Erdbeobachtungssatelliten
- Beidou-Satellitennavigationssystem
- Mondprogramm der Volksrepublik China
- Marsprogramm der Volksrepublik China
- Bemanntes Raumfahrtprogramm der Volksrepublik China

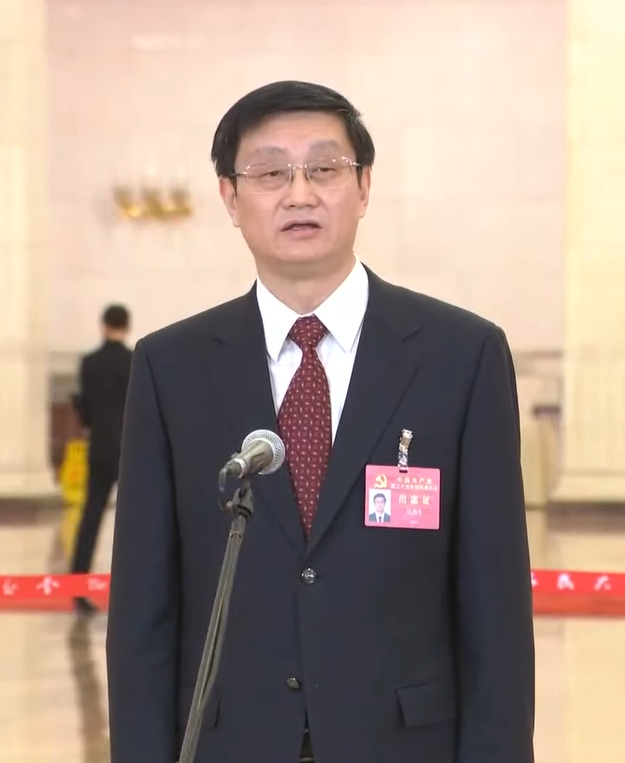
Wu Yansheng 2022

Ende 2021 hatte die China Aerospace Science and Technology Corporation rund 170.000 Mitarbeiterinnen und Mitarbeiter, 80.000 davon jünger als 29 Jahre.
60.000 der Mitarbeiter waren Techniker und Ingenieure, 35 davon Mitglieder der Chinesischen Akademie der Wissenschaften oder der Chinesischen Akademie der Ingenieurwissenschaften.
Vorstandsvorsitzender des Konzerns ist seit dem 7. Mai 2018 Wu Yansheng (吴燕生, *1963), ein Elektroingenieur aus Hubei, der schon als postgraduierter Student der Tsinghua-Universität ab September 1986 bei dem für Trägerraketen zuständigen 1. Zweiginstitut des Ministeriums für Raumfahrtindustrie in Wuhan gearbeitet hatte (wo auch seine Eltern als Raketeningenieure tätig waren) und seit seiner Promotion und dem festen Eintritt in die Firma im Februar 1989 etwa alle zwei bis drei Jahre befördert worden war. Ab 2003 und bevor er im November 2007 als Stellvertretender Generaldirektor in die Konzernspitze aufrückte war Wu Yansheng bei CASC vor allem mit der bemannten Raumfahrt und der Mondsonde Chang’e-1 befasst.
Als Vorstandsvorsitzender verfolgt Wu Yansheng eine Null-Risiko-Politik (万无一失). So reiste er Mitte November 2019 eigens zum Kosmodrom Wenchang, um die Ingenieure und Techniker der Firma zu ermahnen, bei der Vorbereitung des Starts einer überarbeiteten Version der Trägerrakete Changzheng 5 möglichst langsam zu arbeiten und lieber alles mehrfach zu überprüfen.
Der Start am 27. Dezember 2019 war dann auch erfolgreich. In einer ähnlichen Situation mit einer Changzheng 3B, wo sich im Juni 2020 kurz vor dem Start ein Problem mit einem Ventil ergeben hatte, ordnete er in Abstimmung mit dem für die Mission zuständigen Kommandanten der Volksbefreiungsarmee den Abbruch des Countdowns an. Auch dort war der Start nach Reparaturarbeiten an der Rakete eine Woche später erfolgreich.
Das Durchschnittsalter der Angestellten bei CASC lag 2004, beim Beginn des Mondprogramms der Volksrepublik China, bei knapp 30 Jahren; einige Veteranen wie Ye Peijian (* 1945) gaben ihre Erfahrung an eine große Zahl junger Ingenieure weiter. Stand 2020 lag das Durchschnittsalter in der Firma bei etwa 35 Jahren, was sowohl vom Aufsichtsrat als auch von der Nationalen Raumfahrtbehörde Chinas als gute Mischung betrachtet wird. CASC ist durch die im Vergleich zu Privatunternehmen deutlich geringere Bezahlung als Arbeitgeber für Berufseinsteiger zunächst nicht besonders attraktiv. Diejenigen, die sich dort bewerben oder sich als Studenten an einer der Akademien einschreiben, um dann als reguläre Angestellte übernommen zu werden, tun dies in der Regel aus persönlichem Interesse an der Raumfahrt und für die Befriedigung, an nationalen Großprojekten mitzuwirken. Daher hat CASC eine geringe Fluktuation in der Belegschaft zu verzeichnen – die Jungingenieure kommen mit Vordiplom an eine der Akademien und bleiben bis zur Rente, Abteilungsleiter sind teilweise bis ins hohe Alter noch als Berater oder bei der Öffentlichkeitsarbeit für die Firma tätig.
CASC betreibt auch internationale Kooperationen. Neben dem seit 1988 von der Chinesischen Akademie für Weltraumtechnologie zusammen mit dem brasilianischen Instituto Nacional de Pesquisas Espaciais betriebenen China-Brazil Earth Resources Satellite Program oder dem zusammen mit der Space and Upper Atmosphere Research Commission Pakistans ab 2008 entwickelten Kommunikationssatelliten Paksat 1R wäre hier vor allem die Ägyptische Raumfahrtbehörde zu nennen. Ab 2016 unterstützte CASC die Behörde bzw. deren Vorgängerorganisation, die Nationale Behörde für Fernerkundung und Weltraumwissenschaften, beim Aufbau eines Zentrums für Endmontage, Integration und Tests (AITC) östlich von Kairo, wo chinesische und ägyptische Ingenieure von September 2019 bis Juni 2023 im Verhältnis 1:1 an dem Fernerkundungssatelliten Ägypten 2 arbeiteten.
Sowohl das Montagezentrum als auch der Satellit wurden von der chinesischen Behörde für internationale Entwicklungszusammenarbeit finanziert. Nachdem Präsident Xi Jinping den Golfstaaten am 9. Dezember 2022 in einer Grundsatzrede auf einem Treffen des Golf-Kooperationsrats in Riad eine weitreichende Zusammenarbeit  in den Bereichen Fernerkundungs- und Kommunikationssatelliten, Weltraumnutzung, Luft- und Raumfahrtinfrastruktur sowie bei der Auswahl und Ausbildung von Raumfahrern angeboten hatte, traf sich Wu Yansheng Anfang Juli 2023 in Peking mit einer Delegation der Saudischen Weltraumbehörde (arabisch وكالة الفضاء السعودية wikāla li-l-faḍāʿ is-saʿūdīya, SSA), um konkrete Möglichkeiten für eine strategische Kooperation und Investitionen der Firma in gemeinsame Raumfahrtprojekte zu diskutieren.

## Rentabilität
Für Privatkunden aus dem In- und Ausland bietet CASC Paketlösungen an, vom – so gewünscht – Bau eines Satelliten über den Start bis zur Fernsteuerung und Orbitpflege, womit der Konzern durchaus auch reale Einnahmen generiert. Die Hauptkunden von CASC sind jedoch staatliche Institutionen wie die Volksbefreiungsarmee, die Chinesische Akademie der Wissenschaften oder der Chinesische Wetterdienst (中国气象局). Beim Kauf eines Yaogan-Spionagesatelliten oder eines Beidou-Navigationssatelliten wird letztendlich nur innerhalb des Staatshaushalts Geld aus dem Verteidigungsetat oder dem Etat der direkt dem Staatsrat unterstehenden Akademie etc. über die von der Firma abgeführten Steuern in den Etat des Finanzministers umgeschichtet, der der Volksbefreiungsarmee dann Geld zum Kauf neuer Navigationssatelliten – allein 2018 wurden 17 Beidou-3 gestartet – zur Verfügung stellt.
Aus der Sicht von CASC selbst ist die Firma jedoch ein profitables Unternehmen:
| Jahr | Umsatz                       | Gewinn                      |
| ---- | ---------------------------- | --------------------------- |
| 2022 | 301,94 Milliarden (+ 7,2 %)  | 28,12 Milliarden (+ 8,5 %)  |
| 2021 | 281,66 Milliarden (+ 5,2 %)  | 25,92 Milliarden (+ 7,5 %)  |
| 2020 | 267,74 Milliarden (+ 7 %)    | 24,11 Milliarden (+ 11,7 %) |
| 2019 | 250,20 Milliarden (− 0,4 %)  | 21,70 Milliarden (+ 4,7 %)  |
| 2018 | 251,30 Milliarden (+ 8,6 %)  | 20,73 Milliarden (+ 5,6 %)  |
| 2017 | 232,04 Milliarden (+ 8,8 %)  | 19,65 Milliarden (+ 11 %)   |
| 2016 | 213,10 Milliarden (+ 11 %)   | 17,60 Milliarden (+ 13,4 %) |
| 2015 | 192,10 Milliarden (+ 14,7 %) | 15,55 Milliarden (+ 26,2 %) |
| 2014 | 168,07 Milliarden (+ 18,1 %) | 12,51 Milliarden (+ 11,4 %) |

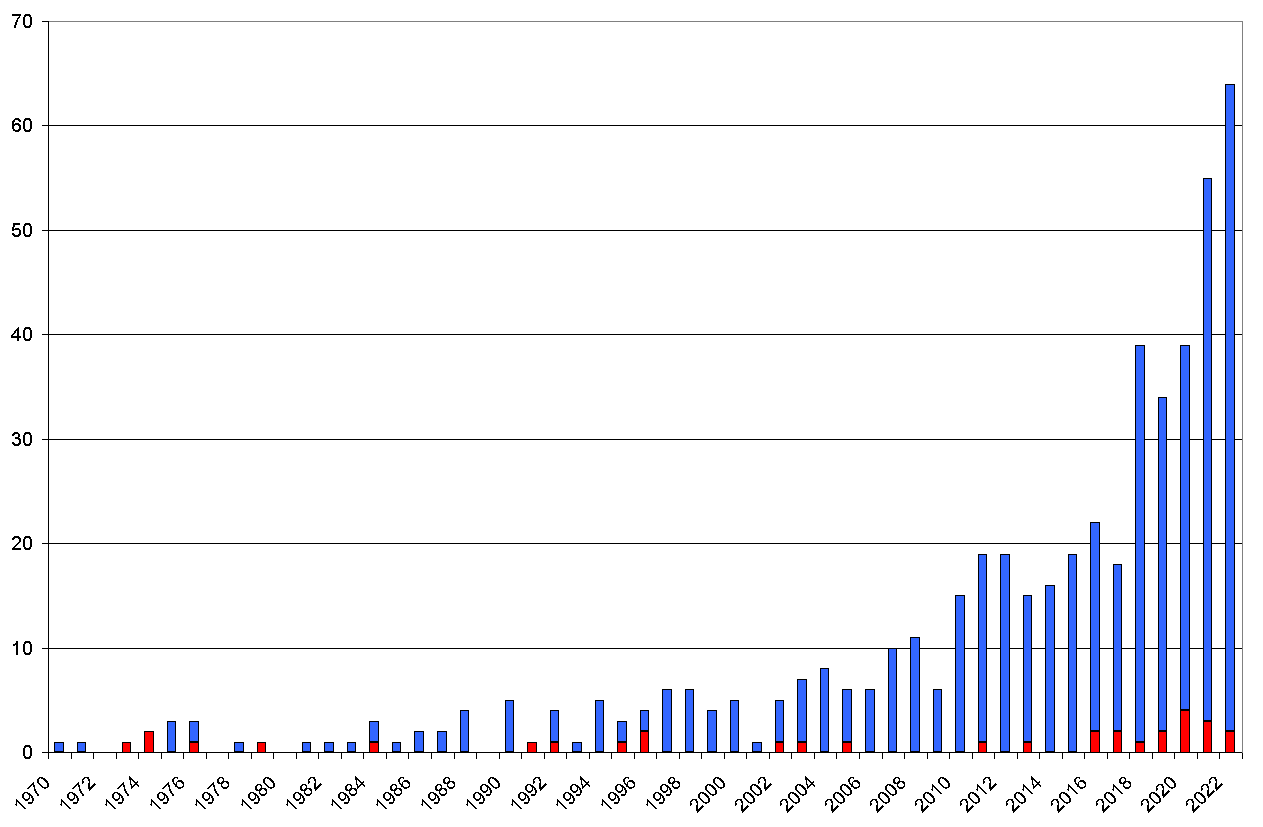
Zum Vergleich die chinesischen Trägerraketenstarts (blau: Erfolg, rot: Fehlschlag). Fast alle dieser Starts wurden mit Raketen von CASC durchgeführt, die große Mehrzahl der Nutzlasten wurde von CASC gebaut.

Ein Grund für die relativ hohe Rentabilität von CASC ist, dass die Firma als Hochtechnologie-Unternehmen in den Genuss staatlicher Förderprogramme kommt. So befasst sich zum Beispiel derzeit beim Pekinger Institut für Raumfahrzeugkonstruktion (北京空间飞行器总体设计部, Pinyin Běijīng Kōngjiān Fēixíngqì Zǒngtǐ Shèjì Bù), ein Tochterunternehmen der Chinesischen Akademie für Weltraumtechnologie (ihrerseits eine CASC-Tochter),
eine Gruppe von Ingenieuren um Ren Depeng (任德鹏) mit den Vorplanungen für die Energieversorgung einer bemannten Mondbasis, finanziert aus dem Fonds für Nationale wissenschaftlich-technische Großprojekte des Ministeriums für Wissenschaft und Technologie.
In anderen Worten, die von der CASC aufzuwendenden Entwicklungskosten für ihre Produkte sind niedriger als in einer freien Marktwirtschaft. Bis Projekte allerdings in ein Förderprogramm aufgenommen werden, müssen die Vorplanungen, teilweise sogar der Bau von Prototypen wie zum Beispiel wie dem Technologieerprobungssatellit Shijian 20, von der Firma aus den Rücklagen vorfinanziert werden. So wendete CASC im Jahr 2019 rund 5,3 Milliarden Yuan aus eigenen Mitteln auf, um 162 Projekte zu finanzieren, sowohl Erweiterungen von Betriebsanlagen als auch neue Raumflugkörper.
Im Jahr 2022 investierte die Firma 14,8 % des Umsatzes, also 44,7 Milliarden Yuan, in Forschung und Entwicklung, womit sie eine diesbezügliche Vorgabe der Kommission zur Kontrolle und Verwaltung von Staatsvermögen vom Beginn des Jahres erfüllt hatte.
Während sich die meist auf 15 Jahre ausgelegten Technologieförderprogramme primär auf das EBIT auswirken, treiben die Raumfahrtmittel aus dem Fünfjahresplan den Bruttoumsatz von CASC in die Höhe. Hier zum Beispiel die Ausgaben der chinesischen Regierung allein für Weltraumwissenschaft, also astrophysikalische Grundlagenforschung mit dem DAMPE-Satelliten etc.:
| 12. Fünfjahresplan (2011–2015) | 4,7 Milliarden Yuan  |
| 13. Fünfjahresplan (2016–2020) | 8,0 Milliarden Yuan  |
| 14. Fünfjahresplan (2021–2025) | 11,6 Milliarden Yuan |
| 15. Fünfjahresplan (2026–2030) | 15,6 Milliarden Yuan |

Das Auswahlverfahren hierbei läuft so ab, dass das Nationale Zentrum für Weltraumwissenschaften der Chinesischen Akademie der Wissenschaften zunächst einen Ideenwettbewerb ausschreibt, wo Institute der Akademie, Universitäten und auch Privatfirmen Vorschläge für Projekte auf den Gebieten der Sonnenphysik, Mikrogravitation etc. einreichen können.
Beim letzten derartigen Wettbewerb im Dezember 2016 wurden von 54 Institutionen insgesamt 136 Forschungsprojekte eingereicht, aus denen eine Kommission aus 30 Akademiemitgliedern 80 Projekte auswählte, die dann, nach weiterer Überprüfung durch 15 Experten, sechs Monate lang von der Akademie der Wissenschaften finanziert wurden, sodass die jeweiligen Wissenschaftler konkrete Missionspläne ausarbeiten konnten. Aus diesen 80 Konzepten werden dann nach dem Kriterium der Erfolgsaussicht die einer Förderung aus dem Fünfjahresplan würdigen Projekte ausgewählt.

## Akademien und Tochterunternehmen
CASC hat eine ganze Reihe von zum Teil aus den historischen Zweiginstituten hervorgegangenen Akademien sowie marktwirtschaftlich orientierte Tochtergesellschaften (die ihrerseits wieder Tochterfirmen haben):
- China Great Wall Industry Corporation (CGWIC)
- Chinesische Akademie für Trägerraketentechnologie (CALT), auch bekannt als  „Erste Akademie“
- Akademie für Feststoffraketentriebwerkstechnik (AASPT), auch bekannt als  „Vierte Akademie“
- Shaanxi Aerospace Science and Technology Corporation (陕西航天科技集团有限公司)
- Chinesische Akademie für Weltraumtechnologie (CAST), auch bekannt als  „Fünfte Akademie“
- Akademie für Flüssigkeitsraketentriebwerkstechnik (AALPT), auch bekannt als  „Sechste Akademie“
- Sichuaner Akademie für Raumfahrttechnologie (四川航天技术研究院, SAAT), auch bekannt als  „Siebte Akademie“[52]
- Shanghaier Akademie für Raumfahrttechnologie (SAST), auch bekannt als  „Achte Akademie“
- Gesellschaft für moderne Raumfahrtelektronik AG (航天时代电子技术股份有限公司, CATEC,[53] Chinesische Akademie für Raumfahrtelektronik bzw. 中国航天电子技术研究院, CAAET), auch bekannt als  „Neunte Akademie“[54]
- Chinesische Akademie für Raumfahrtaerodynamik (中国航天空气动力技术研究院, CAAA), auch bekannt als  „Elfte Akademie“[55][56]
- Chinesische Innovationsakademie für Raumfahrtwissenschaft und -technik (中国航天科技创新研究院)[57]
- China Satellite Communications Corporation (中国卫通集团股份有限公司, CSCC), auch bekannt als „China Satcom“[58]
- Chinesische Gesellschaft für vierdimensionale Vermessung und Kartografierung mbH (中国四维测绘技术有限公司), auch bekannt als „China Siwei“[59][60]
- China Aerospace International Holdings Limited (中國航天國際控股有限公司, CASIL)[61]
- Chinesischer Raumfahrtverlag GmbH (中国宇航出版有限责任公司)[62]
- Shenzhou Lüpeng Agrarwissenschaft und -technik GmbH (神舟绿鹏农业科技有限公司)[63][64]